# Lynch Mob (album)
| Recensione | Giudizio |
| ---------- | -------- |
| AllMusic   |          |

Lynch Mob è il secondo album in studio del gruppo musicale statunitense Lynch Mob, pubblicato nell'aprile del 1992 dalla Elektra Records.

## Il disco
Rinnovata la formazione con il nuovo cantante Robert Mason, l'album risulta molto più melodico del precedente e maggiormente orientato verso un hard rock con tendenze al blues. Tuttavia in quel periodo stava iniziando ad emergere il suono grezzo e grunge di band come Nirvana o Pearl Jam, e il suono graffiante ma melodico di George Lynch risultava ormai fuori moda. Il disco raggiunse la 56ª posizione nelle classifiche ma non gli bastò per superare le vendite del suo predecessore.

## Tracce
1. Jungle of Love – 3:50 (George Lynch, Robert Mason, Anthony Esposito, Mick Brown, Keith Olsen)
2. Tangled in the Web – 4:40 (Lynch, Mason, Olsen)
3. No Good – 4:19 (Lynch, Mason, Olsen)
4. Dream Until Tomorrow – 6:07 (Lynch, Mason, Olsen)
5. Cold is the Heart – 5:27 (Lynch, Mason, Olsen)
6. Tie Your Mother Down – 3:49 (Brian May) – cover dei Queen
7. Heaven is Waiting – 3:56 (Lynch, Mason, Esposito, Brown)
8. I Want It – 4:51 (Lynch, Mason, Esposito, Brown)
9. When Darkness Call – 5:28 (Lynch, Mason, Esposito, Brown)
10. The Secret – 5:06 (Lynch, Mason, Esposito, Brown)

Tracce bonus dell'edizione giapponese
1. Love in Your Eyes – 4:00
2. Love Finds a Way – 3:36

## Formazione
- Robert Mason – voce
- George Lynch – chitarra
- Anthony Esposito – basso
- Mick Brown – batteria, cori

Altri musicisti
- Glenn Hughes – cori
- Richard Baker – tastiere
- Jerry Hey, Larry Williams – corni